# HD159376
HD159376 — хімічно пекулярна зоря спектрального класу B9, що має  видиму зоряну величину в смузі V приблизно  6,5.
Вона  розташована на відстані близько 883,9 світлових років від Сонця.

## Фізичні характеристики
Зоря HD159376 обертається 
порівняно повільно 
навколо своєї осі. Проєкція її екваторіальної швидкості на промінь зору становить  Vsin(i)= 44км/сек.
Телескоп Гіппаркос зареєстрував  фотометричну змінність  даної зорі з періодом    9,74 доби в межах від  Hmin= 6,51 до  Hmax= 6,46.

## Пекулярний хімічний склад
Зоряна атмосфера HD159376 має підвищений вміст 
Si
.